# Edison Flores
Edison Flores Peralta (Lima, 15 mei 1994) is een Peruviaans betaald voetballer die zowel in de aanval als op de vleugel kan spelen. In januari 2020 verruilde hij Monarcas Morelia voor DC United. Flores debuteerde in 2013 in het Peruviaans voetbalelftal.

## Clubcarrière
Flores begon met voetballen bij Escuela de Fútbol Héctor Chumpitaz in Distrito de Comas, waar hij tussen 2004 en 2008 speelde. Vervolgens werd hij opgenomen in de jeugdopleiding van Universitario de Deportes. Flores debuteerde op 21 juli 2011 op zeventienjarige leeftijd voor Universitario. Hij won in datzelfde jaar de prijs voor beste speler van de Copa Libertadores, –20 terwijl hij met zijn club datzelfde toernooi won.
Flores kwam in 2012 steeds meer aan spelen toe. Dit leidde tot interesse van Europese clubs, waaronder uit de Eredivisie. FC Groningen leek tot overeenstemming te komen, maar de deal ketste af. Flores tekende op 31 augustus 2012 bij Villarreal CF. Hij kwam uit voor Villarreal CF B, dat speelde in de Segunda División B. Tot een doorbraak in Spanje kwam het niet. Flores keerde op 28 maart 2014 per direct terug naar Universitario.

## Clubstatistieken
| Seizoen                         | Club                      | Competitie         | Wedstrijden | Doelpunten |
| ------------------------------- | ------------------------- | ------------------ | ----------- | ---------- |
| 2011                            | Universitario de Deportes | Primera División   | 11          | 0          |
| 2012                            | Universitario de Deportes | Primera División   | 26          | 4          |
| Totaal                          | Totaal                    | Totaal             | 37          | 4          |
| 2012/13                         | Villarreal CF B           | Segunda División B | 16          | 3          |
| 2013/14                         | Villarreal CF B           | Segunda División B | 28          | 4          |
| Totaal                          | Totaal                    | Totaal             | 44          | 7          |
| 2014                            | Universitario de Deportes | Primera División   | 16          | 2          |
| Totaal                          | Totaal                    | Totaal             | 16          | 2          |
| Bijgewerkt t/m 29 december 2014 |                           |                    |             |            |

## Interlandcarrière
Flores maakte op 14 augustus 2013 zijn debuut in het Peruviaans voetbalelftal. Hiermee nam hij deel aan de Copa América Centenario, het WK 2018 en de Copa América 2019.

## Erelijst

### Club
Universitario de Deportes
- Copa Libertadores –20 (1): 2011

### Individueel
- Copa Libertadores –20 2011 - Beste speler

1 Gallese ·
2 Rodriguez  ·
3 Corzo ·
4 Santamaria ·
5 Araujo ·
6 Trauco ·
7 Hurtado ·
8 Cueva ·
9 Guerrero ·
10 Farfán ·
11 Ruidíaz ·
12 Cáceda ·
13 Tapia ·
14 Polo ·
15 Ramos ·
16 Cartagena ·
17 Advíncula ·
18 Carrillo ·
19 Yotún ·
20 Flores ·
21 Carvallo ·
22 Loyola ·
23 Aquino ·
Coach: Gareca